# Премія Понселе
Пре́мія Понселе́ Французької академії наук (фр. Prix Poncelet) — нагорода за значний внесок у розвиток науки, що вручалась з 1868 року до 1995 року Французькою академією наук.
Премію було засновано вдовою генерала Ж.-В. Понселе з метою стимулювання розвитку наук. Розмір премії становив 2000 франків (станом на 1868 рік) і вона вручалась за досягнення в області прикладної математики. Саме формулювання галузі і заслуги, за яку вручалась премія, змінювались за період її існування, але зазвичай, це були роботи в галузі математики або механіки (також були номінації за роботи з балістики, геометрії, гідравліки, електрики). Спочатку премія присуджувалась щорічно але починаючи з 1940-х років, вручалась раз на три роки. Кошти Фонду Понселе були використані разом з коштами 143-х фундацій для формування фонду заснованої у 1997 році академічної нагороди Велика медаль Французької академії наук.

## Лауреати

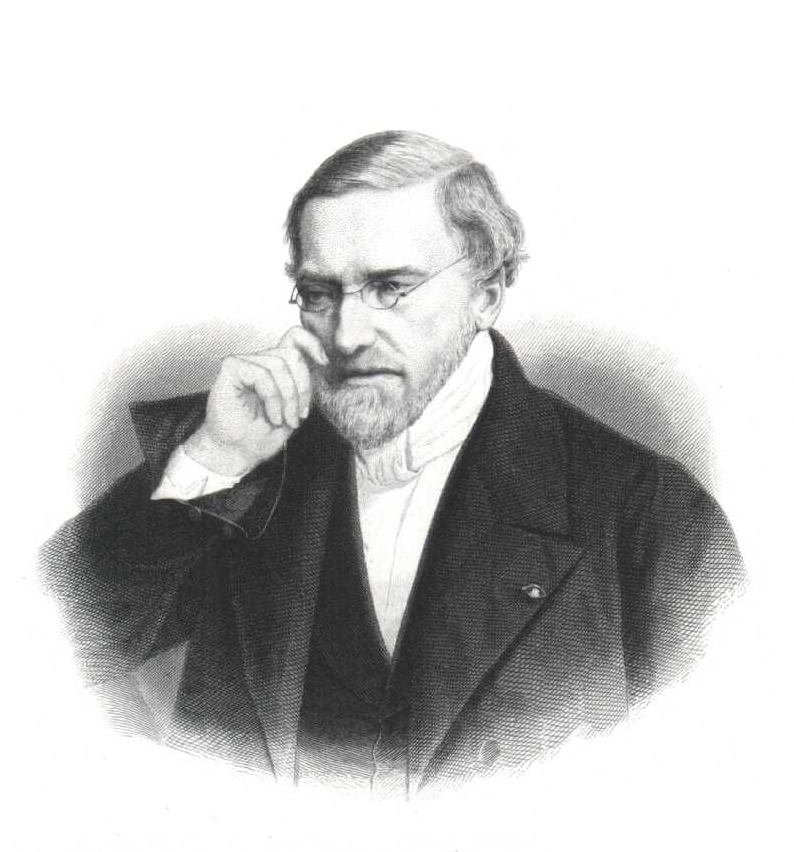
Жан-Віктор Понселе

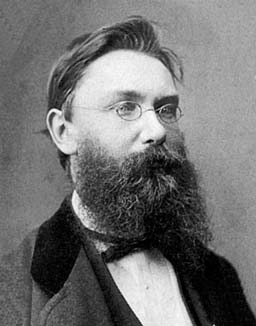
Альфред Клебш — перший лауреат премії Понселе

- 1868: Альфред Клебш
- 1869: Юліус Роберт фон Маєр
- 1870: Каміль Жордан
- 1871: Жозеф Валантен Буссінеск
- 1872: Амеде Маннгайм
- 1873: Вільям Томсон
- 1874: Жак Бресс
- 1875: Жан Гастон Дарбу
- 1876: Ксав'є Кретц [de]
- 1877: Едмон Лаґерр
- 1878: Моріс Леві
- 1879: Теодор Мутар[en]
- 1880: Анрі Леуте[fr]
- 1881: Шарль Бріо[fr]
- 1882: Рудольф Клаузіус
- 1883: Жорж Анрі Халфен[fr]
- 1884: Жуль Гоуел[fr]
- 1885: Анрі Пуанкаре
- 1886: Еміль Пікар
- 1887: Поль Еміль Аппель
- 1888: Едуард Колліньон[fr]
- 1889: Едуар Ґурса
- 1890: Карлос Ібаньєс де Іберо[es]
- 1891: Марі Жорж Гумберт[fr]
- 1892: Бенджамін Бейкер[en] і Джон Фавлер
- 1893: Габрієль Ксав'єр Пол Кенігс[en]
- 1894: Пол Маттьє Герман Лоран [en]
- 1895: Віктор Гюстав Робін[en]
- 1896: Поль Пенлеве
- 1897: Роджер Ліувілль[fr]
- 1898: Жак Соломон Адамар
- 1899: Ежен Коссера[fr]
- 1900: Леон Лекорну[fr]
- 1901: Еміль Борель
- 1902: Моріс Окань
- 1903: Давид Гільберт
- 1904: Дезіре Андре[fr]
- 1905: Шарль Лаллеман[fr][3]
- 1906: Клод Гішар[fr]
- 1907: Шарль Ренар
- 1908: Ерік Івар Фредгольм
- 1909: Comte de Sparre[4]
- 1910: Шарль Рік’є [de][5]
- 1911: Огюст Рато[de][6]
- 1912: Едмон Має[fr]
- 1913: Моріс Леблан[fr]
- 1914: Анрі Леон Лебег
- 1915: Шарль Рабу[de][7]
- 1916: Шарль Жан де ла Валле-Пуссен
- 1917: Жуль Андраде[fr]
- 1918: Джозеф Лармор
- 1919: Проспер Шарбонньє[fr]
- 1920: Елі Жозеф Картан
- 1921: Еміль Жуге[fr]
- 1922: Жуль Драч[fr]
- 1923: Огюст Буланже[de]
- 1924: Ернест Вессіо
- 1925: Деніс Ейду[de]
- 1926: Поль Монтель[fr]
- 1927: Анрі Вія[fr]
- 1929: Альфред-Марі Ліенар
- 1932: Рауль Брікар[fr]
- 1936: Поль Леві
- 1937: Джозеф Бетенод[fr]
- 1938: Шолем Мандельбройт
- 1939: Анрі Бернар[fr][8]
- 1942: Рене Гарньє[fr]
- 1945: Альфонс Демулен[fr]
- 1948: Жорж Валірон[fr]
- 1951: Жозеф Кампе де Ферье[fr]
- 1954: Georges Darmois[de]
- 1966: Андре Нерон[de]
- 1972:  Мішель Лазар [de]
- 1975: Jean Cea[de]
- 1978: Анрі Шкода[fr]
- 1981: Філіп Сіарлет[fr]
- 1987: П'єр Ладевез[fr]
- 1990: Жан-Ів Жирар [fr]
- 1993: Марі Ферж [fr]
- 1995: Ів Ле Ян [fr]